# Colombie aux Jeux olympiques d'été de 1956
La Colombie participe aux Jeux olympiques d'été de 1956 à Melbourne en Australie qui se déroulent du 22 novembre au 8 décembre 1956. Il s'agit de sa quatrième participation à des Jeux d'été. Comme lors des éditions précédentes, elle n'y remporte aucune médaille.